# Energía eólica en Estados Unidos

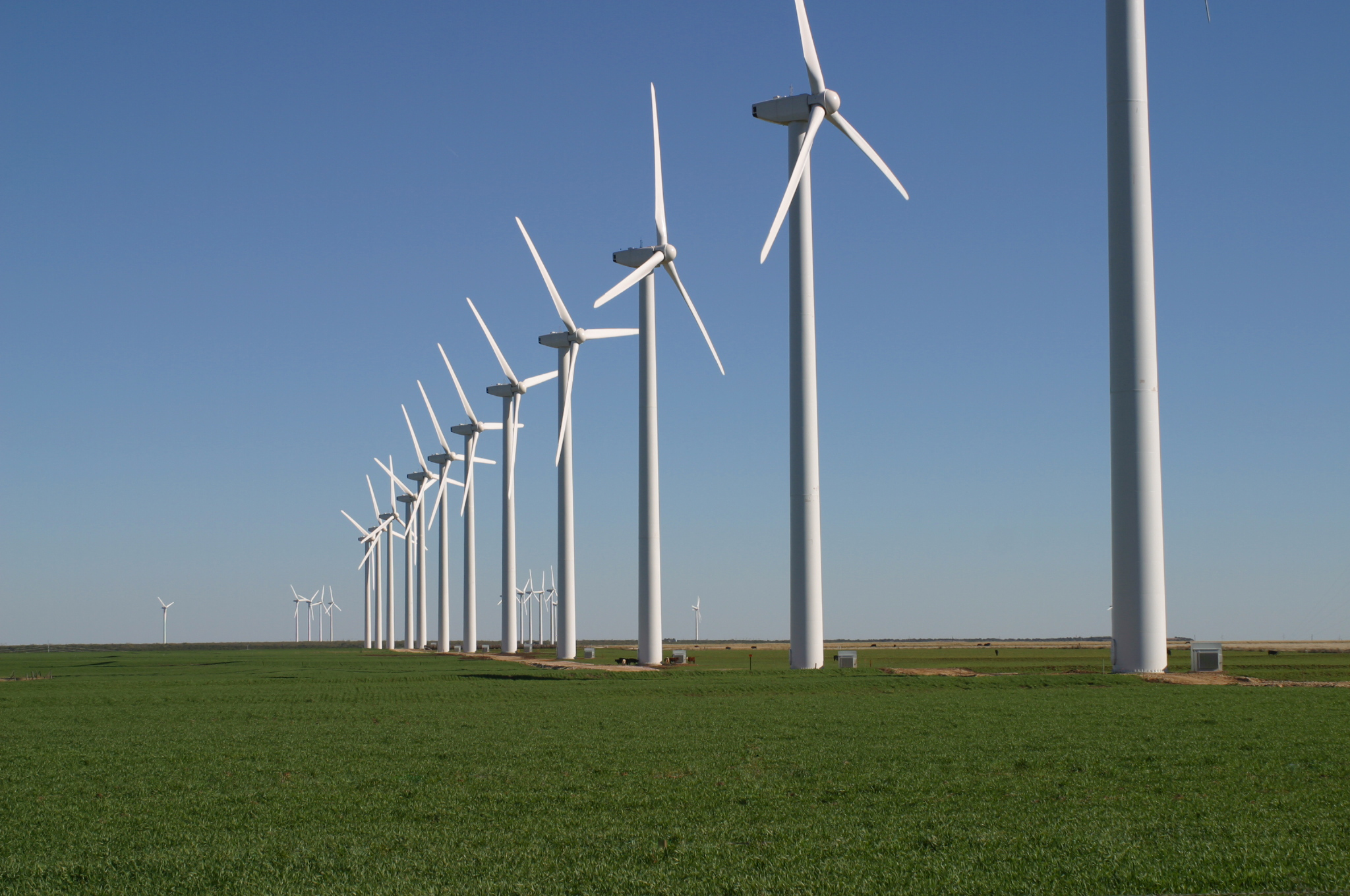
Parque eólico de Brazos en Texas.

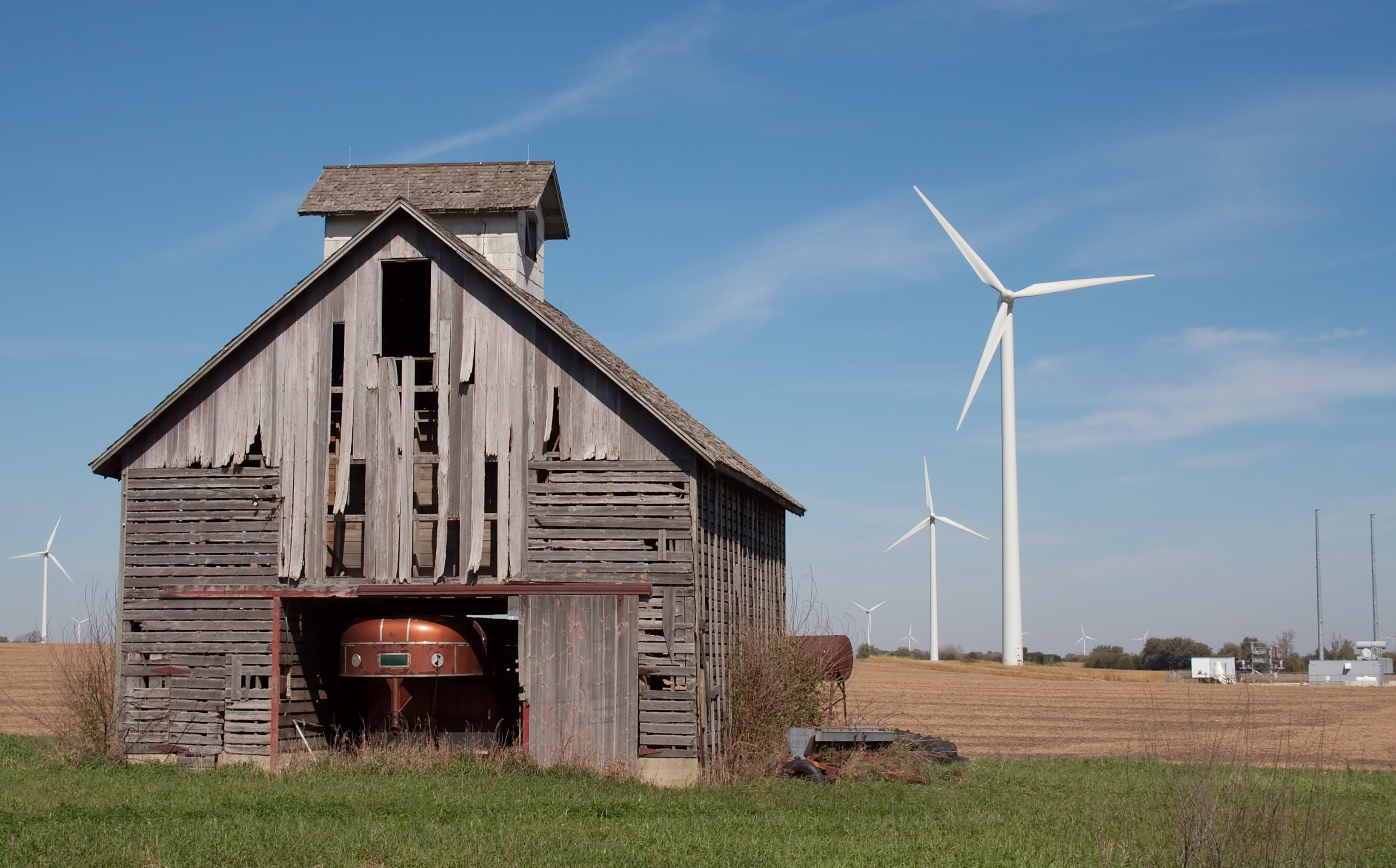
Parque eólico Mendota Hills en el norte de Illinois

Parque eólico en el sureste de Washington

La energía eólica en los Estados Unidos es una rama de la industria energética que se ha expandido rápidamente en los últimos años. Durante los doce meses hasta noviembre de 2017, 254,2 teravatios-hora fueron generados por la energía eólica, o el 6.33% de toda la energía eléctrica generada.
A partir de enero de 2017, la capacidad total instalada de generación de placa de energía eólica en los Estados Unidos fue de 82,183 megavatios (MW). Esta capacidad solo es superada por China y la Unión Europea . Hasta ahora, el mayor crecimiento de la capacidad de la energía eólica fue en 2012, cuando se instalaron 11,895 MW de energía eólica, lo que representa el 26.5% de la capacidad de energía nueva.
En 2016, Nebraska se convirtió en el decimoctavo estado en instalar más de 1.000 MW de potencia eólica. Texas, con más de 22,000 MW de capacidad, aproximadamente el 15% del uso de electricidad del estado, tenía la capacidad de energía eólica más instalada de todos los estados de EE. UU. A fines de 2018. Texas también tenía más en construcción que cualquier otro estado que haya instalado actualmente. El estado que genera el mayor porcentaje de energía proveniente de la energía eólica es Iowa, mientras que Dakota del Norte tiene la mayor generación eólica per cápita. 
El Centro de Energía Eólica Alta en California es el parque eólico más grande de los Estados Unidos con una capacidad de 1,548 MW . GE Power es el mayor fabricante de aerogeneradores domésticos.

## Historia

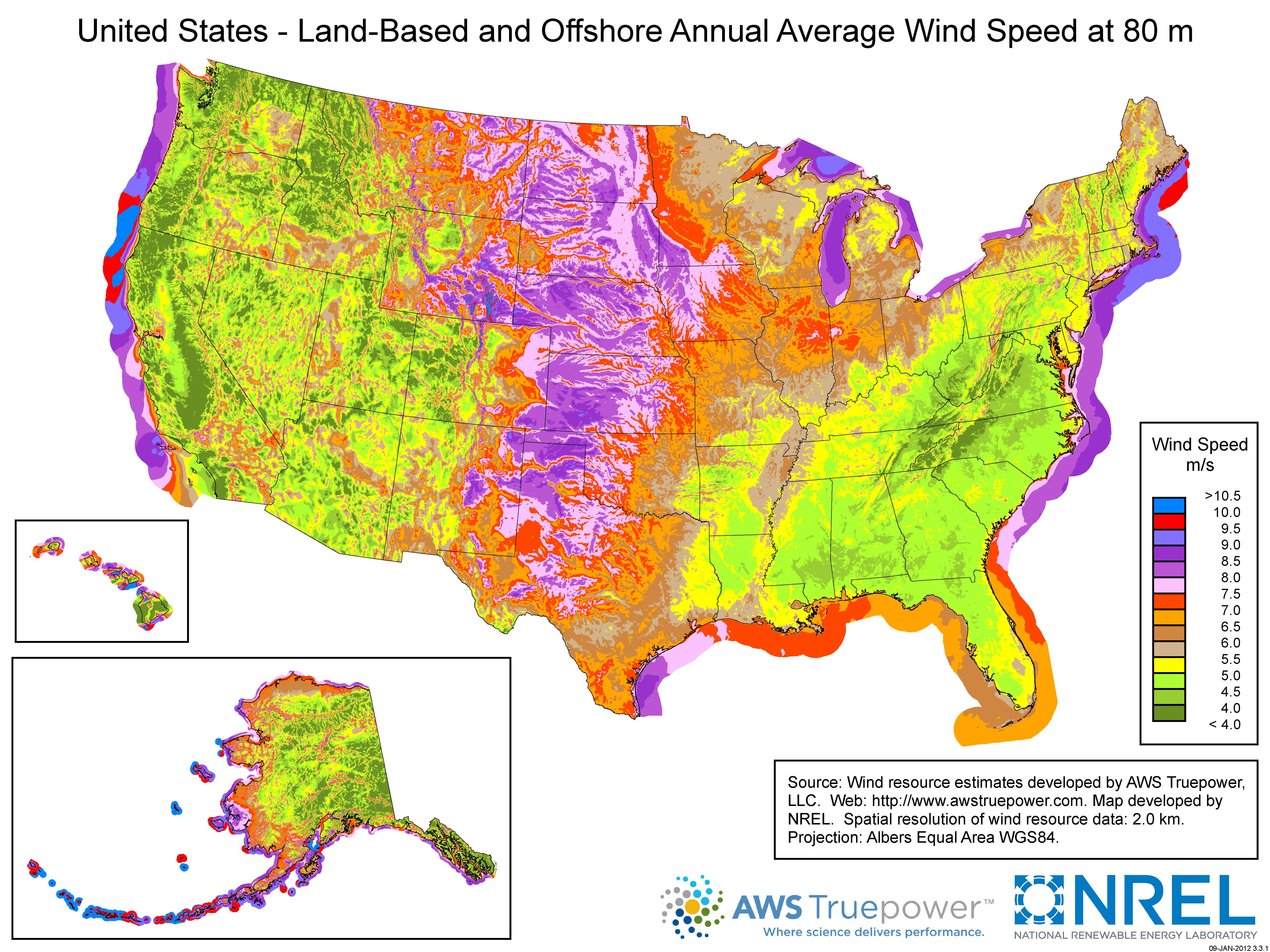
Mapa que muestra el potencial de la energía eólica en EE. UU., Incluida la costa

Mapa que ilustra la capacidad de generación eólica instalada para los estados de EE. UU. A fines de 2018. Comparar con el mapa de potencial eólico.

El primer uso municipal de múltiples aerogeneradores eólicos en los EE. UU. Puede haber sido un sistema de cinco aerogeneradores en Pettibone, Dakota del Norte, en 1940. Éstas eran unidades comerciales de Wincharger en torres atadas.
En 1980 el primer parque eólico del mundo, formado por veinte 30   Se instalaron aerogeneradores de kW en Crotched Mountain, en New Hampshire.
Desde 1974 hasta mediados de la década de 1980, el gobierno de los Estados Unidos trabajó con la industria para avanzar en la tecnología y permitir grandes aerogeneradores comerciales. Una serie de turbinas eólicas de la NASA se desarrollaron en el marco de un programa para crear una industria de turbinas eólicas a escala de servicios públicos en los EE. UU., Con fondos de la Fundación Nacional de Ciencia y más tarde el Departamento de Energía de los Estados Unidos (DOE). Se pusieron en funcionamiento un total de 13 aerogeneradores experimentales, en cuatro de los principales diseños de aerogeneradores. Este programa de investigación y desarrollo fue pionero en muchas de las tecnologías de turbina de múltiples megavatios que se utilizan en la actualidad, entre ellas: torres de tubos de acero, generadores de velocidad variable, materiales compuestos de pala, control de inclinación de amplitud parcial, así como diseño de ingeniería aerodinámica, estructural y acústica capacidades 
Más tarde, en la década de 1980, California proporcionó descuentos fiscales para la energía eólica. Estos descuentos financiaron el primer uso importante de la energía eólica para la energía eléctrica de los servicios públicos. Estas máquinas, reunidas en grandes parques eólicos, como en Altamont Pass, serían consideradas pequeñas y no económicas según los estándares modernos de desarrollo de energía eólica. En 1985, la mitad de la energía eólica mundial se generó en Altamont Pass. A finales de 1986, alrededor de 6.700 aerogeneradores, en su mayoría menos de 100   Los kW se instalaron en Altamont, a un costo de alrededor de $ 1 mil millones, y generaron aproximadamente 550 millones de kWh / año.

## Los parques eólicos más grandes

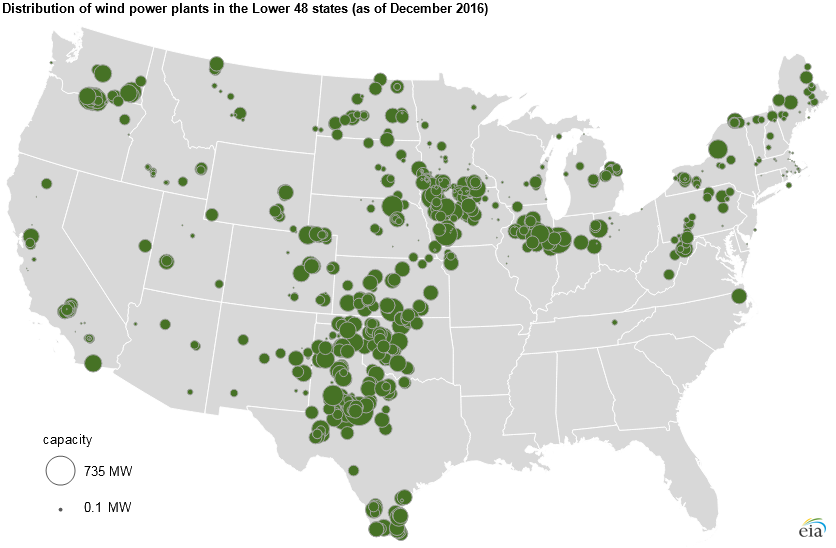
Mapa de grandes parques eólicos de Estados Unidos, con tamaño ilustrado.

Diez de los parques eólicos más grandes de los Estados Unidos son: 
| Proyecto                              | Capacidad (MW) | Estado     |
| ------------------------------------- | -------------- | ---------- |
| Centro de Energía Eólica Alta         | 1548           | California |
| Parque Eólico Shepherds Flat          | 845            | Oregón     |
| Parque eólico de Meadow Lake          | 801            | Indiana    |
| Parque Eólico Roscoe                  | 781            | Texas      |
| Centro de energía eólica Horse Hollow | 736            | Texas      |
| Parque Eólico Tehachapi Pass          | 705            | California |
| Parque eólico Capricorn Ridge         | 662            | Texas      |
| Parque Eólico San Gorgonio Pass       | 619            | California |
| Centro de Energía Eólica de Limón     | 601            | Colorado   |
| Parque eólico Fowler Ridge            | 600            | Indiana    |

## Ciencias económicas
El crédito fiscal a la producción hace que la energía eólica sea más barata para los servicios públicos y los consumidores, pero a expensas de los contribuyentes. La Asociación Americana de Energía Eólica ha criticado el estudio de la falta de comparación con la contaminación y los subsidios en que incurren otras fuentes de energía eléctrica, y de considerar la transmisión como un costo y no como un beneficio.

## Tendencias nacionales

### Producción
| Generación de viento por año en los Estados Unidos.      | Capacidad de generación eólica por año en los Estados Unidos.               |
| -------------------------------------------------------- | --------------------------------------------------------------------------- |
|                                                          |                                                                             |
| Energía del viento generada anualmente. (GWh) desde 2000 | Capacidad instalada de generación de energía eólica desde el año 2000. (MW) |

Generación de energía eléctrica eólica mensual en los Estados Unidos, 2007-2015.

Factores de capacidad mensual promedio para la generación de energía eléctrica por aerogeneradores a escala de servicio público en los Estados Unidos, 2011-2015 (datos de la Administración de Información de Energía de EE. UU.).

A partir de 2017, los Estados Unidos tienen más de 82 GW de capacidad instalada de energía eólica. La energía eólica ha aumentado dramáticamente en los últimos años. Sin embargo, en 2010, la capacidad de generación recién instalada fue aproximadamente la mitad del año anterior debido a diversos factores, incluida la crisis financiera y la recesión. En 2013 hubo una reducción del 92% en la capacidad de generación recién instalada en comparación con 2012, debido a la extensión tardía del PTC (ver imagen a la derecha). El gráfico a la izquierda muestra el crecimiento en la capacidad de generación eólica instalada en los Estados Unidos según los datos de la Oficina de Eficiencia Energética y Energía Renovable . En 2008, la capacidad instalada en los EE. UU. Aumentó un 50% con respecto al año anterior. La tasa de crecimiento promedio mundial ese año fue de 28.8%.
Para 2014, la industria eólica en los EE. UU. Pudo producir más energía a un menor costo utilizando turbinas eólicas más altas con palas más largas, capturando los vientos más rápidos en elevaciones más altas. Esto abrió nuevas oportunidades y en Indiana, Míchigan y Ohio, el precio de la energía de las turbinas eólicas construidas a 300 pies a 400 pies sobre el suelo compitió con los combustibles fósiles convencionales, como el carbón. Los precios habían bajado a alrededor de 4 centavos por kilovatio-hora en algunos casos y las empresas de servicios públicos habían aumentado la cantidad de energía eólica en su cartera, diciendo que era su opción más barata. Para los contratos de energía realizados en el año 2014, el precio promedio de la energía eólica se redujo a 2,5 ¢ / kWh.
El factor de capacidad es la relación de potencia realmente producida dividida por la capacidad de la placa de identificación de las turbinas. El factor de capacidad promedio general para la generación eólica en EE. UU. Aumentó del 31,7% en 2008 al 32,3% en 2013.

### Potencial de generación eólica.
Según el Laboratorio Nacional de Energía Renovable, los Estados Unidos contiguos tienen el potencial de 10,459   GW de energía eólica terrestre. La capacidad podría generar 37.   petawatt-hours (PW · h) anualmente, una cantidad nueve veces mayor que el consumo total actual de electricidad en los EE . UU . Los Estados Unidos también tienen grandes recursos eólicos en Alaska, y Hawái.
Además de los grandes recursos eólicos en tierra, EE. UU. Tiene un gran potencial de energía eólica marina, con otro informe de NREL publicado en septiembre de 2010 que muestra que EE. UU. Tiene 4.150   GW de capacidad potencial de placa de energía eólica marina, una cantidad de 4   Veces la capacidad instalada del país en 2008 de todas las fuentes, de 1.010.   GW.
El informe de 2008 del Departamento de Energía de los EE. UU., 20% de Energía Eólica para 2030  preveía que la energía eólica podría suministrar el 20% de toda la energía eléctrica de los EE. UU. Sin embargo, para lograr esto, se necesitan avances significativos en costo, rendimiento y confiabilidad, basados en un informe de 2011 de una coalición de investigadores de universidades, industria y gobierno, respaldado por el Centro Atkinson para un Futuro Sostenible . Obtener el 20% del viento requiere aproximadamente 305 GW de aerogeneradores, un aumento de 16 GW / año después de 2018, o un aumento promedio de 14.6% / año, y mejoras en la línea de transmisión. Los analistas estiman alrededor de 25 GW de la energía eólica adicional de EE. UU. En 2016-18, según el Plan de energía limpia y las extensiones de PTC. Después de la eliminación de PTC actual en 2021, se espera que la capacidad de energía eólica adicional sea de alrededor de 5 GW por año.

## Energía eólica por estado

Tendencias de la generación eléctrica eólica en los cinco estados principales, 1990-2013 (datos EIA de EE. UU.)

En 2015, la generación de energía eléctrica a partir de la energía eólica fue del 10 por ciento o más en doce estados de EE. UU .: Colorado, Idaho, Iowa, Kansas, Maine, Minnesota, Dakota del Norte, Oklahoma, Oregón y Dakota del Sur, Vermont y Texas. Iowa, Dakota del Sur y Kansas tenían más del 20 por ciento de su generación de energía eléctrica proveniente del viento. Veinte estados ahora tienen más del cinco por ciento de su generación proveniente del viento.
Los cinco estados con la mayor capacidad eólica instalada a principios de 2017 fueron:
- Texas (20,321 MW)
- Iowa (6,917 MW)
- Oklahoma (6,645 MW)
- California (5,662 MW)
- Kansas (4,451 MW)

Catorce estados ahora tienen un 10 por ciento o más de su generación proveniente de la energía eólica. La mayoría de estos están en las llanuras centrales. Estos estados incluyen Dakota del Norte, Dakota del Sur, Minnesota, Iowa, Nebraska, Colorado, Kansas, Oklahoma, Nuevo México, Texas, Maine, Vermont, Oregón e Idaho.
Los primeros cinco estados según el porcentaje de generación por viento en 2016 fueron:
- Iowa (36.6%)
- Dakota del Sur (30.3%)
- Kansas (29.6%)
- Oklahoma (25.1%)
- Dakota del Norte (21.5%)

### Texas

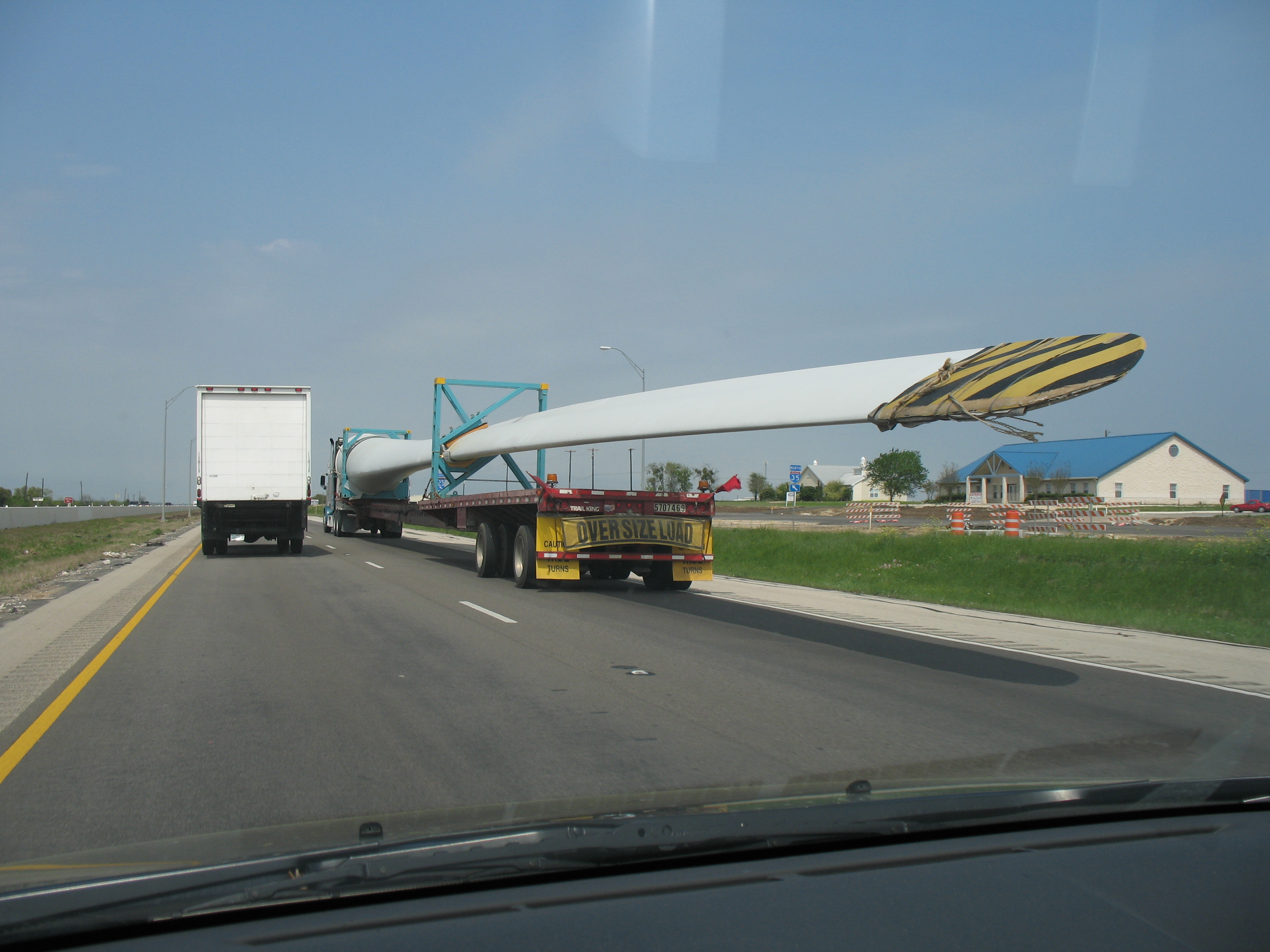
Una pala de aerogenerador en la I-35 cerca de Elm Mott, una imagen cada vez más común en Texas

En 2016, Texas superó la marca de 20,000 MW al agregar más de 1800 MW de capacidad de generación. En 2011, Texas se convirtió en el primer estado en superar los 10,000 MW.
En julio de 2008, Texas aprobó una expansión de $ 4,93 mil millones de la red eléctrica del estado para llevar la energía eólica a sus principales ciudades desde las áreas occidentales del estado. Las compañías de transmisión recuperarán el costo de la construcción de las nuevas líneas eléctricas, que se espera se completen en 2013, a partir de las tarifas estimadas en $ 4 por mes para los clientes residenciales. La falta de capacidad de transmisión obligó a que los aerogeneradores se cerraran en ocasiones y redujo la generación de energía eólica en Texas en un 17% en 2009.
El parque eólico de Roscoe en Roscoe, Texas, el parque eólico más grande de Texas con 627 aerogeneradores y una capacidad instalada total de 781.5   MW, superó el cercano 735.5.   Centro de energía eólica MW Horse Hollow . Se encuentra a unos 200.   millas (320   km) al oeste de Fort Worth y el área del parque eólico abarca partes de cuatro condados de Texas.
| Granja eólica                         | Instalado <br> capacidad (MW) | Turbina <br> fabricante          | Condado                |
| ------------------------------------- | ----------------------------- | -------------------------------- | ---------------------- |
| Parque eólico Buffalo Gap             | 523                           | Vestas                           | Taylor / Nolan         |
| Parque eólico Capricorn Ridge         | 662                           | GE Energy / Siemens              | Sterling / Coca Cola   |
| Centro de energía eólica Horse Hollow | 735                           | GE Energy / Siemens              | Taylor / Nolan         |
| Parque Eólico Lone Star               | 400                           | Gamesa                           | Shackelford / Callahan |
| Parque eólico Panther Creek           | 458                           | GE Energy                        | Howard / ...           |
| Parque eólico de Papalote Creek       | 380                           | Siemens                          | San patricio           |
| Parque Eólico Peñascal                | 404                           | Mitsubishi                       | Kenedy                 |
| Parque Eólico Roscoe                  | 781                           | Mitsubishi                       | Nolan                  |
| Parque Eólico Sweetwater              | 585                           | GE Energy / Siemens / Mitsubishi | Nolan                  |

### California
La energía eólica en California ha duplicado su capacidad desde 2002. Con un total de casi 4,000 megavatios instalados, a finales de 2011, la energía eólica ahora suministra alrededor del 5% de las necesidades totales de energía eléctrica de California, o lo suficiente para abastecer a más de 400,000 hogares. La cantidad varía mucho de un día a otro. En 2011, se instalaron 921.3 megavatios. La mayor parte de esa actividad ocurrió en el área de Tehachapi en el condado de Kern, con algunos proyectos grandes en los condados de Solano, Contra Costa y Riverside también.     Después de 2014, California ocupó el segundo lugar a nivel nacional en términos de capacidad, detrás de Texas con una capacidad de 5,917 MW.
Grandes porciones de la producción eólica de California, están ubicadas en tres regiones principales: Altamont Pass Wind Farm (al este de San Francisco); Tehachapi Pass Wind Farm (al sureste de Bakersfield), y San Gorgonio Pass Wind Farm (cerca de Palm Springs, al este de Los Ángeles). El nuevo y gigantesco Centro de Energía Eólica Alta, también se encuentra dentro de la región del Paso Tehachapi.
| Nombre                          | Ubicación            | Capacidad <br> ( MW ) | Ref    |
| ------------------------------- | -------------------- | --------------------- | ------ |
| Parque eólico de Altamont Pass  | Condado de Alameda   | 576                   | [ 48 ] |
| Centro de Energía Eólica Alta   | Condado de Kern      | 1548                  | [ 7 ]  |
| Parque Eólico San Gorgonio Pass | Condado de Riverside | 615                   | [ 48 ] |
| Parque Eólico Tehachapi Pass    | Condado de Kern      | 705                   | [ 48 ] |

### Iowa

Porcentajes de generación eólica estatal para 2017. Cinco estados superaron el 25% de la generación.

Más del 35 por ciento de la energía eléctrica generada en Iowa ahora proviene de la energía eólica. Iowa tenía más de 6900 megavatios (MW) de capacidad de generación a fines de 2016. La energía eléctrica generada en Iowa por el viento en 2014 ascendió a más de 16 millones de megavatios-hora. Desde que Iowa adoptó un estándar de energía renovable en 1983, la industria de la energía eólica ha generado más de $ 10 mil millones en inversión. La segunda torre de turbina eólica de concreto que se construirá en los EE. UU., Y también la más alta del país (377 pies) en el momento de la construcción, se encuentra en el condado de Adams. La torre se terminó en la primavera de 2016.
En 2018, Invenergy anunció que planea desarrollar un par de parques eólicos en Iowa. Cada finca será capaz de generar 200 MW. Está previsto que la construcción comience a principios de 2019.

### Oklahoma
Oklahoma tiene uno de los mejores recursos en los Estados Unidos. Bergey Windpower, un fabricante líder de turbinas eólicas pequeñas se encuentra en Oklahoma. Los programas que conducen a carreras en la industria de la energía eólica se ofrecen en escuelas técnicas, colegios comunitarios y universidades en Oklahoma. La Iniciativa de Energía Eólica de Oklahoma apoya el desarrollo de la energía eólica en el estado.

### Illinois

Se muestra el promedio mensual de la generación eólica por persona para los 20 estados principales de EE. UU. Para referencia, el uso mensual promedio de electricidad residencial en los EE. UU. Es de aproximadamente 900 kW-horas.

La energía eólica ha sido respaldada por un estándar de cartera renovable, aprobado en 2007 y fortalecido en 2009, que requiere un 10% de energía renovable de las compañías eléctricas para 2010 y un 25% para 2025. Illinois tiene el potencial para instalar hasta una capacidad de generación eólica estimada de hasta 249,882 MW a una altitud de hub de 80 metros.

### Kansas
En 2012, Kansas fue testigo de una gran cantidad de proyectos eólicos que se convirtieron en uno de los mercados de energía eólica de mayor crecimiento y crecimiento.     A finales de 2014, la capacidad total es de 2,967 MW. Kansas tiene una alta capacidad potencial para la energía eólica, segundo después de Texas. Las estimaciones más recientes son que Kansas tiene un potencial de 950   GW de capacidad eólica. Kansas podría generar 3,900.   TW · h de energía eléctrica cada año, lo que representa más que toda la energía eléctrica generada a partir de carbón, gas natural y energía nuclear combinada en los Estados Unidos en 2011.

### Wisconsin
- Energía eólica en Wisconsin

## Comercialización de la energía eólica.

Precios de acuerdo de compra de energía eólica por fecha de ejecución de PPA y región.

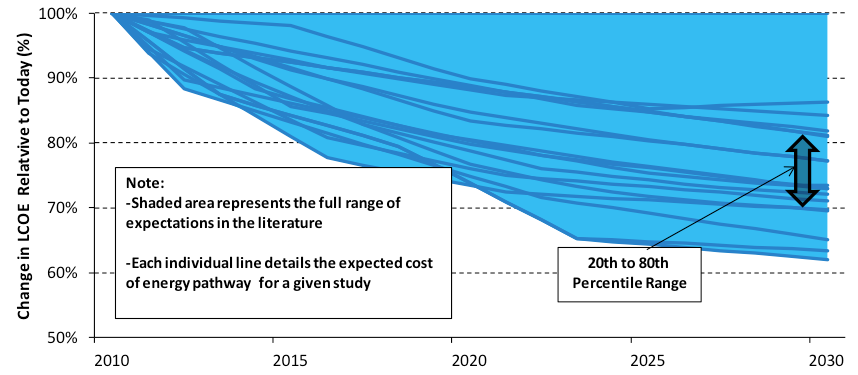
El Laboratorio Nacional de Energía Renovable proyecta que el costo nivelado de la energía eólica en los EE. UU. Disminuirá aproximadamente un 25% entre 2012 y 2030.

### Tendencias industriales
Desde 2005, muchos líderes de fabricación de turbinas han abierto instalaciones en Estados Unidos; de la cima   10 fabricantes globales en 2007, siete - Vestas, GE Energy, Gamesa, Suzlon, Siemens, Acciona y Nordex - tienen una presencia de fabricación estadounidense. REpower es otro fabricante con un uso notable en los Estados Unidos.
Los planes para 30 nuevas instalaciones de fabricación se anunciaron en 2008, y la industria eólica espera ver un cambio continuo hacia la fabricación nacional en los próximos años. En total, 70 instalaciones de fabricación han comenzado la producción, se han ampliado o anunciado desde enero de 2007.
A partir de abril de 2009, más de 100 compañías están produciendo componentes para turbinas eólicas, empleando a miles de trabajadores en la fabricación de piezas tan variadas como torres, palas compuestas, rodamientos y engranajes. Muchas compañías existentes en los estados de manufactura tradicional se han rediseñado para ingresar a la industria eólica. Sus instalaciones de fabricación están repartidas en 40.   estados, empleando trabajadores del sudeste al Cinturón de Acero, a las Grandes Llanuras y al Pacífico Noroeste.
El Departamento de Energía de los Estados Unidos (DOE) está trabajando con seis fabricantes líderes de turbinas eólicas para lograr un 20% de energía eólica en los Estados Unidos para el 2030. El DOE anunció el Memorando de Entendimiento (MOU) con GE Energy, Siemens Power Generation, Vestas Wind Systems, Clipper Windpower, Suzlon Energy y Gamesa Corporation . Bajo el MOU, el DOE y los seis fabricantes colaborarán para recopilar e intercambiar información relacionada con cinco áreas principales: investigación y desarrollo relacionados con la confiabilidad y operabilidad de la turbina; estrategias de emplazamiento para instalaciones de energía eólica; Desarrollo de estándares para certificación de turbinas e interconexión universal de aerogeneradores. Avances en la fabricación de técnicas de diseño, automatización de procesos y fabricación; y desarrollo de la fuerza laboral.
En 2014, GE tenía el 60%, Siemens tenía el 26% y Vestas tenía el 12% de la participación en el mercado estadounidense. Combinados, tenían el 98%. La mayoría de las turbinas nuevas fueron diseñadas para viento bajo. Los fabricantes de turbinas compiten entre sí y hacen que los precios de las turbinas disminuyan.

### Otra participación del gobierno

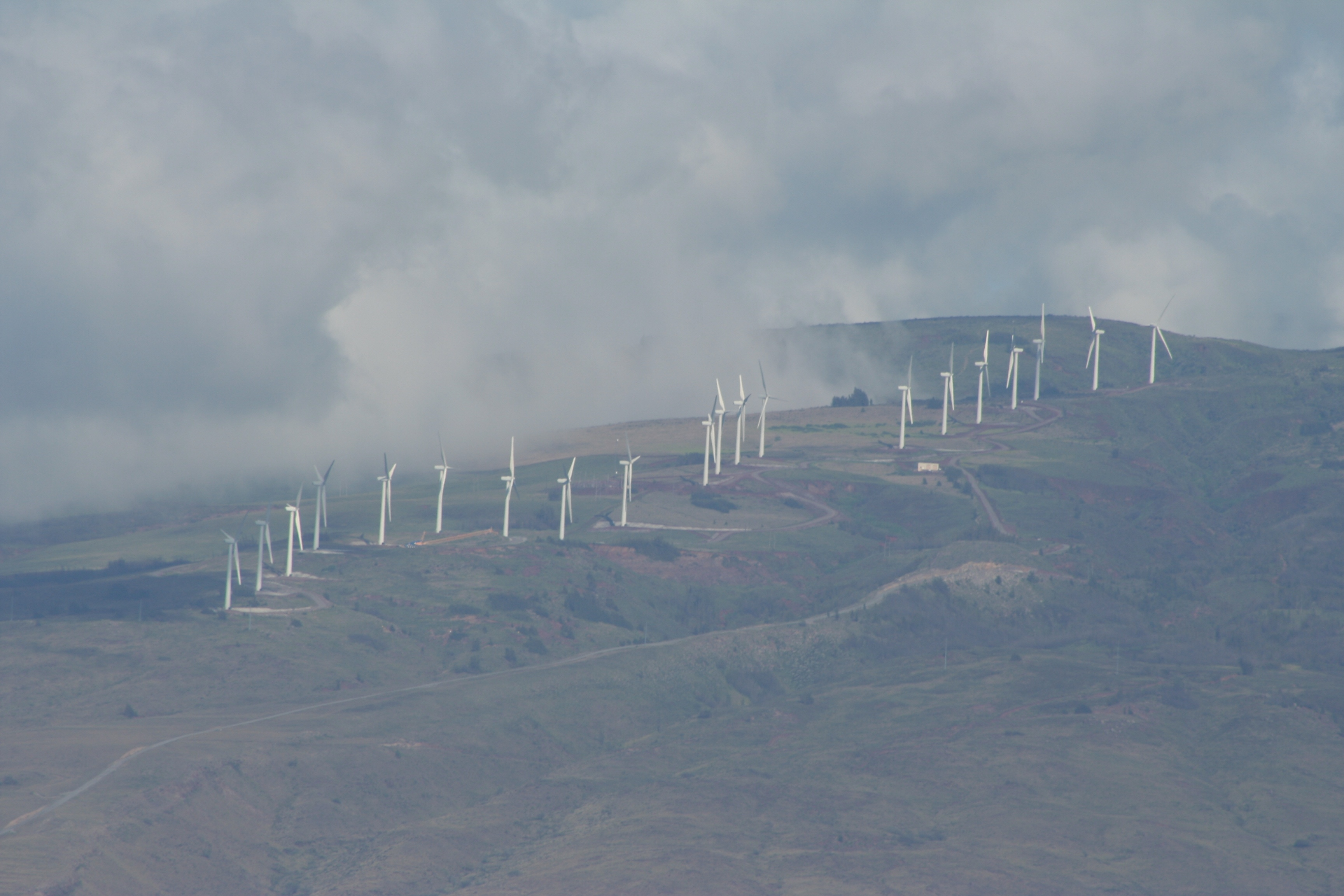
Parque eólico Kaheawa cerca de Maalaea, Maui, con 20 Aerogeneradores GE Energy 1.5 MW

El Laboratorio Nacional de Energía Renovable (NREL, por sus siglas en inglés) del DOE ha anunciado una serie de proyectos de tecnología eólica, que incluyen una nueva instalación de prueba de palas de aerogeneradores de vanguardia que se construirá en Ingleside, Texas . El Centro de pruebas e investigación de cuchillas grandes Texas-NREL será capaz de probar cuchillas hasta 70   metros (230   pies). Será construido y operado a través de una asociación entre NREL, DOE y un consorcio estatal liderado por la Universidad de Houston, donde la universidad es propietaria y opera los edificios de las instalaciones, con una financiación del DOE de hasta $ 2.   millones en costos de capital, y NREL brindando asistencia técnica y operativa. Se estima que la instalación de prueba de cuchillas cuesta entre $ 12.   millones y $ 15   millones y debe estar terminado en 2010. Ubicada en la Costa del Golfo, las instalaciones de Texas complementarán una instalación similar que se está construyendo en la costa de Massachusetts .
NREL también ha firmado recientemente acuerdos con Siemens Power Generation y First Wind, un desarrollador de energía eólica. Siemens está lanzando una nueva instalación de investigación y desarrollo en las cercanías de Boulder, Colorado, y acordó ubicar y probar un aerogenerador a escala comercial en el Centro Nacional de Tecnología Eólica (NWTC) de NREL. First Wind (anteriormente llamada UPC Wind Partners, LLC) es propietaria y opera el parque de Kaheawa Wind Power de 30 megavatios en West Maui, Hawái, y ha aceptado que el NWTC establezca un Sitio de socios afiliados a la investigación remota en las instalaciones. El satélite Maui de NWTC colaborará con First Wind en estudios para desarrollar tecnologías avanzadas de energía eólica, incluido el almacenamiento de energía y la integración de energía eléctrica renovable en la red eléctrica de Maui.
En 2010, el DOE otorgó $ 60 millones para un estudio de los requisitos de transmisión. A partir de 2006, el DOE debe proporcionar un informe de congestión de transmisión una vez cada tres años.
La política reciente de los EE. UU. En general ha consistido en proporcionar un crédito fiscal federal a la producción (PTC) ajustado a la inflación de $ 15 por MW · h (en dólares de 1995) generado durante los primeros diez años de operación de la energía eólica vendida. A partir de 2015, el crédito fue de $ 23 por MW · h. Los estándares de cartera renovable que obligan a un cierto porcentaje de las ventas de energía eléctrica provenientes de fuentes de energía renovables, que existen en aproximadamente la mitad de los estados, también han impulsado el desarrollo de la industria eólica.
Cada vez que el Congreso ha permitido que el crédito fiscal a la producción caduque, el desarrollo de la energía eólica se ha ralentizado a medida que los inversores esperan que se restablezca el crédito. Cada año se renueva, el desarrollo se ha ampliado. El crédito fiscal expiró a finales de 2012, lo que detuvo la actividad de desarrollo de la energía eólica. A principios de 2013 se promulgó una política a corto plazo de un año que otorga un crédito fiscal a los proyectos en construcción a finales de 2013 y se completó antes de finales de 2014. El PTC se introdujo por primera vez en 1992. Cuando se permitió que expirara, el desarrollo cayó 93%, 73% y 77% el año siguiente. 
La Administración de Información de Energía informó que la energía eólica recibió la mayor proporción de subsidios y apoyo federales directos en el año fiscal 2013 (el último año para el que se dispone de estadísticas), que representa el 37% ($ 5,936 billones) del total de subsidios relacionados con la energía eléctrica. Casi las tres cuartas partes de los subsidios a la energía eólica en ese año fueron gastos directos y fueron en gran parte resultado de los programas ARRA . Estas cifras no incluyen subsidios y apoyos de otros niveles de gobierno.
El desarrollo de la energía eólica en los Estados Unidos se ha apoyado principalmente a través de un crédito fiscal a la producción (PTC), que paga a los productores sobre la cantidad de energía eléctrica producida. El 1 de enero de 2013, el crédito fiscal a la producción se extendió por un año más.
A finales de 2015, las autoridades proporcionaron una extensión del Crédito Fiscal para la Producción. La extensión elimina el crédito en un período de cinco años. El crédito fiscal del 30 por ciento para energía eólica y solar se extenderá hasta 2019 y luego se reducirá a 10 por ciento en 2022.
El precio promedio de los acuerdos de compra de energía fue de $ 23.5 / MWh en 2014. Los gastos operativos se estimaron en $ 10 / MWh.

### Consideraciones de ubicación

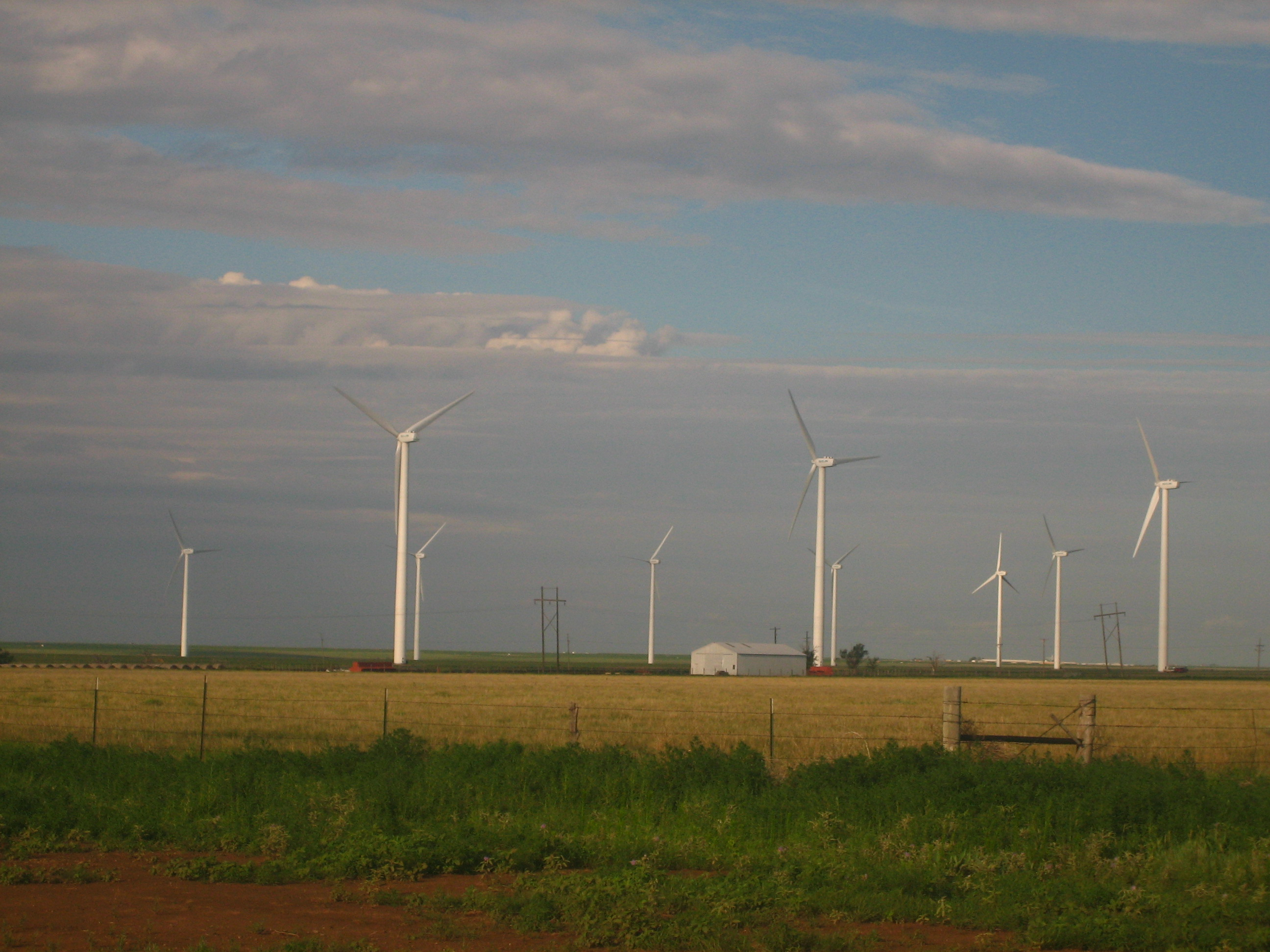
Los propietarios generalmente reciben entre $ 3,000 y $ 5,000 por año en ingresos por alquiler de cada aerogenerador, mientras que los agricultores continúan cultivando o pastando ganado hasta el pie de las turbinas.

Hay competencia por los parques eólicos entre los agricultores en lugares como Iowa o los rancheros en Colorado. Los agricultores, sin ninguna inversión de su parte, normalmente reciben entre $ 3,000 y 5,000 por año en regalías de la empresa de servicios públicos local para ubicar una turbina eólica única, grande y de diseño avanzado.
Las cuestiones ecológicas y de paisaje pueden ser importantes para algunas propuestas de parques eólicos, y las cuestiones ambientales son una consideración en la selección del sitio.
La experiencia mundial ha demostrado que la consulta comunitaria y la participación directa del público en general en los proyectos de parques eólicos ha ayudado a aumentar la aprobación de la comunidad, y algunos parques eólicos en el extranjero se han convertido en atracciones turísticas, como el parque eólico Ten Mile Lagoon . 

## Energía eólica marina
El desarrollo en alta mar se ve obstaculizado por un costo relativamente alto en comparación con las instalaciones en tierra. Varios proyectos están en desarrollo, algunos en etapas avanzadas de desarrollo. Sin embargo, los Estados Unidos tienen recursos de energía eólica marina muy grandes debido a los fuertes y constantes vientos de la larga costa de los Estados Unidos.
El informe NREL de 2011, Energía eólica marina a gran escala en los Estados Unidos, analiza el estado actual de la industria de energía eólica marina. Según el informe, el desarrollo de los recursos eólicos marinos ayudaría al país a alcanzar el 20% de su energía eléctrica a partir del viento para 2030 y revitalizar el sector manufacturero. La energía eólica marina podría suministrar 54   Gigawatts de capacidad a la red eléctrica de la nación, lo que aumenta la seguridad energética. También podría generar un estimado de $ 200 mil millones en nuevas actividades económicas y crear miles de empleos permanentes. El informe de NREL concluye que "el desarrollo de los recursos eólicos marinos de la nación puede proporcionar muchos beneficios potenciales, y que la energía eólica marina puede desempeñar un papel vital en los futuros mercados energéticos de Estados Unidos".
Los residentes costeros se han opuesto a los parques eólicos marinos debido a los temores sobre los impactos en la vida marina, el medio ambiente, las tarifas de energía eléctrica, la estética y las actividades recreativas, como la pesca y la navegación. Sin embargo, los residentes también mencionan las mejores tasas de energía eléctrica, la calidad del aire y la creación de empleos como los impactos positivos que esperarían de los parques eólicos. Debido a que las bases de las turbinas marinas funcionan como arrecifes artificiales, los estudios han demostrado que después de la perturbación inicial de la construcción, los peces y mariscos locales se ven afectados positivamente. Debido a que los aerogeneradores pueden ubicarse a cierta distancia de la costa, los impactos a la recreación y la pesca se pueden gestionar mediante una planificación cuidadosa de las ubicaciones de los parques eólicos.
En junio de 2009, el Secretario del Interior emitió cinco contratos exploratorios para la producción de energía eólica en la plataforma continental exterior de Nueva Jersey y Delaware. Los contratos de arrendamiento autorizan actividades de recopilación de datos, lo que permite la construcción de torres meteorológicas en la plataforma continental exterior de seis a 18 millas (29,0 km)   costa afuera. Se están considerando cuatro áreas. El 7 de febrero de 2011, Salazar y Steven Chu anunciaron una estrategia nacional para tener energía eólica marina de 10   GW en 2020, y 54   GW en 2030.
Se están desarrollando proyectos en áreas de la costa este, los Grandes Lagos y la costa del Golfo.

### Nueva Inglaterra

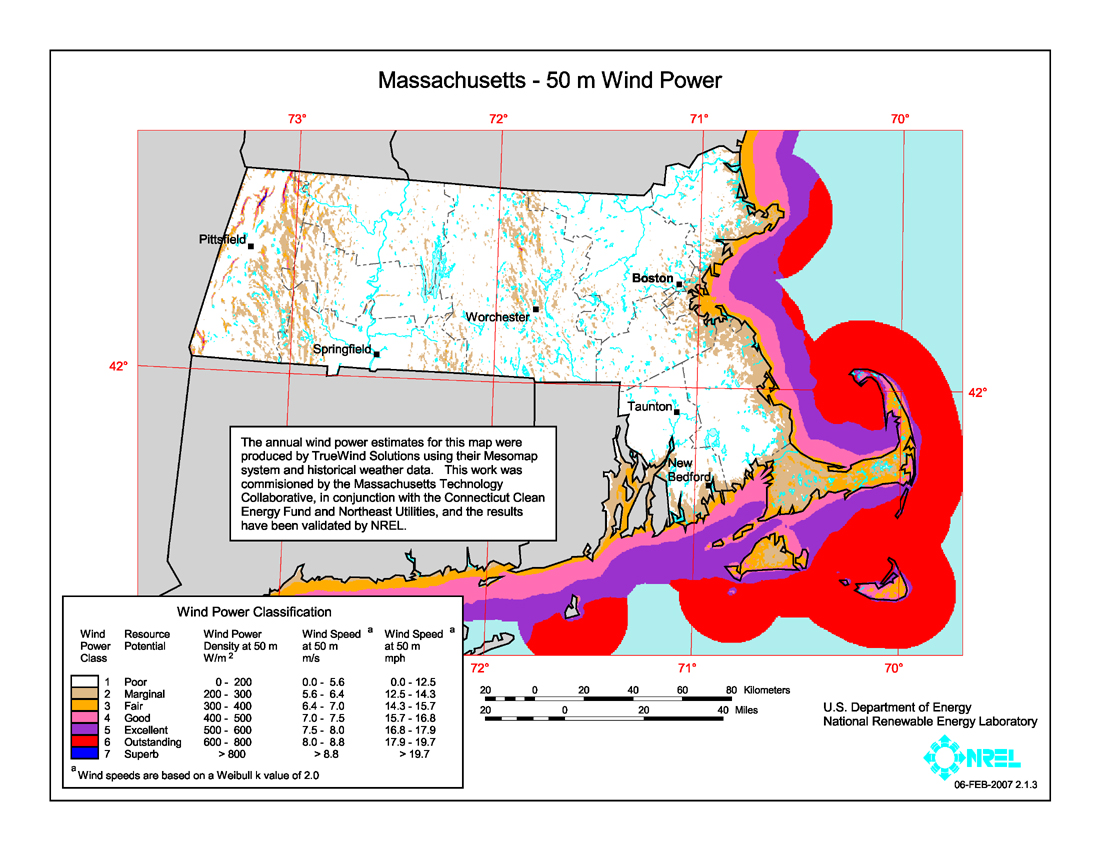
Massachusetts y Rhode Island tienen fuertes recursos eólicos marinos.

Los funcionarios de Rhode Island y Massachusetts eligieron a Deepwater Wind para construir un parque eólico de $ 1.5 mil millones y 385 megavatios en aguas federales cerca de Block Island . El proyecto de 100 turbinas podría proporcionar 1.3.   Teravatio-horas (TW · h) de energía eléctrica por año - 15   por ciento de toda la energía eléctrica utilizada en el estado de Rhode Island. En 2009, Deepwater firmó un acuerdo con National Grid para vender la energía de un parque eólico de $ 200 millones y 30 MW en Block Island, a un precio inicial de 24,4.   ¢ / kW · h. La construcción del parque eólico Block Island, un proyecto de cinco turbinas, comenzó en abril de 2015. 
Cape Wind comenzó su desarrollo alrededor de 2002, pero se enfrentó a la oposición y finalmente cesó antes de que se realizara. El VolturnUS flotante operó en Penobscot Bay cerca de Castine desde junio de 2013 hasta noviembre de 2014. Maine Aqua Ventus pretende tener dos turbinas flotantes de 6 MW en operación frente a las costas de la isla de Monhegan para fines de 2020. Cada turbina se apoyará en un casco de hormigón flotante VolturnUS.

### Atlántico medio
Para promover la energía eólica en Nueva Jersey, en 2007 el estado otorgó un contrato de $ 4.4 millones para llevar a cabo un estudio de línea de base ecológica de 18 meses sobre la energía eólica / eólica, convirtiéndose en el primer estado en patrocinar un estudio sobre energía eólica oceánica antes de permitir que los desarrolladores de energía renovable estudien y construir sus costas. El estudio se centró en un área designada frente a la costa para determinar la distribución actual, la abundancia y los patrones migratorios de las especies de aves, peces, recursos marinos y el uso de las tortugas marinas de los recursos ecológicos existentes. Los resultados del estudio fueron publicados en junio de 2010. El estudio concluyó que los efectos del desarrollo de parques eólicos marinos serían despreciables.
En 2008, las nuevas reglas federales ampliaron enormemente el territorio que se pueden construir parques eólicos marinos. Anteriormente, los proyectos solo se permitían en aguas estatales someras dentro de 3 millas náuticas (5,6 km)   de orilla. El borde del territorio estadounidense es de aproximadamente 200 millas náuticas (370,4 km)   fuera. El aumento de la distancia de la costa disminuye su visibilidad. Las aguas frente a la costa de los Estados Unidos son más profundas que en Europa y requieren diferentes diseños.
Atlantic Wind Connection es una red troncal de transmisión eléctrica propuesta que se construirá en la costa atlántica de los Estados Unidos para servir a los parques eólicos marinos . La línea de transmisión, propuesta por Trans-Elect Development Company, entregaría energía en tierra en el sur de Virginia, Delaware, sur de Nueva Jersey y norte de Nueva Jersey. Como el primer proyecto de este tipo, presenta riesgos significativos de enfrentar desafíos tecnológicos inesperados y sobrecostos. Tal columna vertebral en el mar es un elemento en la estrategia nacional de energía eléctrica. Bechtel ha sido seleccionado como contratista de EPC y Alstom como asesor técnico para la primera fase del desarrollo del proyecto. Google y Good Energies, una firma de inversiones, son los principales inversores en el proyecto de $ 5 mil millones.

## Meteorología de la energía eólica
Los vientos en la región de las planicies centrales de los EE. UU. Son variables en escalas de tiempo cortas (minutos) y largas (días). Las variaciones en la velocidad del viento dan como resultado variaciones en la potencia de salida de los parques eólicos, lo que plantea dificultades para incorporar la energía eólica en un sistema eléctrico integrado. Los aerogeneradores son impulsados por vientos de capa límite, aquellos que ocurren cerca de la superficie de la tierra, a aproximadamente 300 pies. Los vientos de la capa límite están controlados por el viento en la atmósfera libre más alta y tienen turbulencias debido a la interacción con características de la superficie como árboles, colinas y edificios. Las variaciones a corto plazo o alta frecuencia se deben a esta turbulencia en la capa límite.
Las variaciones a largo plazo se deben al paso de ondas transitorias en la atmósfera, con una escala de tiempo característica de varios días. Las olas transitorias que influyen en el viento en los EE. UU. Centrales son a gran escala y esto da como resultado que la producción de energía de los parques eólicos en la región esté algo correlacionada y no sea totalmente independiente. La distribución a gran escala de los parques eólicos reduce significativamente la variabilidad a corto plazo, limitando la desviación estándar relativa del factor de capacidad a aproximadamente el 45%. La correlación es más alta en verano y más baja en invierno.

## Impactos Ambientales y Regulaciones

### Protección de aves
El gobierno federal de los EE. UU. Tiene jurisdicción para prevenir la muerte de aves y murciélagos por aerogeneradores, en virtud de la Ley de Especies en Peligro de Extinción, la Ley del Tratado de Aves Migratorias y la Ley de Protección del Águila Calva y Águila Dorada . Bajo la Ley de Protección de Águila Calva y Águila Dorada de 2009, el Departamento del Interior podría emitir permisos para permitir "tomas sin propósito" para actividades donde las muertes de águilas se consideraban inevitables; sin embargo, a partir de diciembre de 2013, no se habían otorgado permisos de toma a los desarrolladores de energía eólica. El Servicio de Pesca y Vida Silvestre de los Estados Unidos ha publicado directrices voluntarias para el diseño y la ubicación de aerogeneradores para minimizar las muertes de aves y murciélagos.
En 2013, el gobierno de Obama fue acusado de tener un doble estándar para proteger a la industria eólica de los juicios de la Ley de Protección de Águila Calva y Águila de Oro, mientras perseguía vigorosamente las violaciones por parte de las compañías petroleras y los propietarios de líneas eléctricas. El gobierno se negó a divulgar el número de muertes de rapaces que le informaron las compañías eólicas, diciendo que hacerlo revelaría secretos comerciales. El gobierno también ordenó a los agentes de campo federales encargados de hacer cumplir la ley que no persigan juicios por muerte de aves contra compañías eólicas sin la previa aprobación de Washington. Se dijo que la política era una compensación ambiental para promover la energía renovable.
En noviembre de 2013, el gobierno federal obtuvo su primera condena penal de un operador de energía eólica por matar aves protegidas en violación de la Ley del Tratado de Aves Migratorias de 1918. Duke Energy se declaró culpable y recibió una multa de $ 1 millón por la muerte de 160 aves, incluidas 14 águilas reales, en dos parques eólicos de Wyoming. El Departamento de Justicia denunció que Duke había diseñado y colocado las turbinas sabiendo que matarían pájaros; Duke notó que había reportado por sí mismo las muertes de aves, y que las directrices del Servicio de Pesca y Vida Silvestre de EE. UU. Para reducir las muertes de aves por turbinas de viento no se habían emitido cuando se construyeron las turbinas. Después de que fueron acusados, Duke implementó un sistema de detección de radar, a un costo de $ 600,000 por año, diseñado para apagar las turbinas cuando se acercan a aves grandes; la compañía notó que el sistema estaba funcionando, ya que no se habían observado muertes de águila real en más de un año de operación desde que se instaló el radar.
En diciembre de 2013, el Servicio de Pesca y Vida Silvestre de los Estados Unidos anunció que emitiría permisos de 30 años para proyectos de energía eólica para permitir la muerte de águilas; Anteriormente, los permisos habían estado disponibles por solo 5 años, pero ninguno fue otorgado a proyectos eólicos. Bajo los permisos de 30 años, a los desarrolladores de energía eólica se les exigiría reportar las muertes de águilas, y los permisos se revisarían cada 5 años. La medida estaba destinada a eliminar lo que se consideraba una incertidumbre legal que desalentaba las inversiones en energía eólica. El gobierno dijo que no se necesitaba una revisión ambiental para el cambio, porque era solo un cambio administrativo. La nueva regulación fue bienvenida por la Asociación de Energía Eólica de Estados Unidos, que dijo que la energía eólica causó menos del dos por ciento de las muertes de águilas causadas por el hombre, y señaló que las reglas requerirán una extensa mitigación y monitoreo de las muertes de águilas. A la extensión de los permisos de toma de águila de 5 a 30 años se opusieron varios grupos de conservación, entre ellos, American Bird Conservancy, Nature Conservancy, Sierra Club, Audubon Society y Humane Society de los Estados Unidos.
Más de 30,000 ubicaciones de aerogeneradores se encuentran dentro de hábitats de aves protegidas por el gobierno federal, de las cuales casi 24,000 se encuentran en el corredor migratorio de la grulla blanca y casi 3000 en los criaderos del Gran Sage-Grouse en peligro de extinción. Según el Dr. Michael Hutchins, director de la Campaña de energía eólica Bird Smart de American Bird Conservancy, los aerogeneradores representan una amenaza para las aves de la nación, y el proceso actual de permisos no es efectivo para abordar el problema. La preocupación por las muertes de aves provocó que American Bird Conservancy y otras 70 organizaciones de conservación, presionen al Departamento del Interior de los EE. UU. Para que desarrolle una Declaración de Impacto Ambiental del Viento Nacional Programático que identifique las áreas apropiadas para el desarrollo de la energía eólica, así como las áreas donde debería estar el desarrollo Evitado, pero estos esfuerzos de cabildeo fracasaron. Tom Vinson, vicepresidente de asuntos regulatorios de la Asociación Americana de Energía Eólica, notó la ambigüedad en la estimación y extrapolación de diversos datos y también cuestionó la credibilidad de los supuestos de organizaciones como American Bird Conservancy en la estimación de futuras muertes de aves.
Los riesgos de colisión están influenciados principalmente por la altura de las turbinas y el tipo de torre. El conteo promedio de muertes de las aves aumenta a medida que la altura actual de la turbina alcanza 475 a 639 pies. El peligro para las aves aumenta porque las palas más altas comienzan a penetrar en la zona de altura de vuelo promedio de las aves migratorias nocturnas.

### Vientos de la costa
El hostigamiento de cualquier especie de mamífero marino en aguas de EE. UU. Es una violación de la Ley de protección de los mamíferos marinos de 1972 (50 CFR 18). Los desarrolladores de energía eólica marina deben solicitar una carta de autorización o una Autorización de acoso incidental con todos los detalles pertinentes de la especie bajo amenaza potencial de sus actividades costa afuera, las medidas de mitigación y las obligaciones de supervisión y notificación. Los proyectos eólicos marinos también deben cumplir con todas las obligaciones reglamentarias contenidas en el plan estatal de gestión costera aprobado por el gobierno federal, en virtud de la Ley de gestión de la zona costera de 1972, para controlar su efecto sobre los recursos costeros.
| Año                    | Total                  | % del total            | Ene    | Feb    | Mar    | Abr    | May    | Jun    | Jul    | Ago    | Sep    | Oct    | Nov    | Dic    |
| ---------------------- | ---------------------- | ---------------------- | ------ | ------ | ------ | ------ | ------ | ------ | ------ | ------ | ------ | ------ | ------ | ------ |
| 1990                   | 2,789                  |                        |        |        |        |        |        |        |        |        |        |        |        |        |
| 1991                   | 2,951                  |                        |        |        |        |        |        |        |        |        |        |        |        |        |
| 1992                   | 2,888                  |                        |        |        |        |        |        |        |        |        |        |        |        |        |
| 1993                   | 3,006                  |                        |        |        |        |        |        |        |        |        |        |        |        |        |
| 1994                   | 3,447                  |                        |        |        |        |        |        |        |        |        |        |        |        |        |
| 1995                   | 3,164                  |                        |        |        |        |        |        |        |        |        |        |        |        |        |
| 1996                   | 3,234                  |                        |        |        |        |        |        |        |        |        |        |        |        |        |
| 1997                   | 3,288                  |                        |        |        |        |        |        |        |        |        |        |        |        |        |
| 1998                   | 3,026                  |                        |        |        |        |        |        |        |        |        |        |        |        |        |
| 1999                   | 4,488                  |                        |        |        |        |        |        |        |        |        |        |        |        |        |
| 2000                   | 5,593                  |                        |        |        |        |        |        |        |        |        |        |        |        |        |
| 2001                   | 6,737                  |                        |        |        |        |        |        |        |        |        |        |        |        |        |
| 2002                   | 10,354                 |                        |        |        |        |        |        |        |        |        |        |        |        |        |
| 2003                   | 10,729                 |                        |        |        |        |        |        |        |        |        |        |        |        |        |
| 2004                   | 14,144                 | 0.36%                  | 999    | 1,022  | 1,291  | 1,295  | 1,702  | 1,397  | 1,164  | 1,051  | 1,090  | 1,029  | 932    | 1,172  |
| 2005                   | 14,597                 | 0.36%                  | 899    | 783    | 1,235  | 1,408  | 1,494  | 1,539  | 1,171  | 918    | 1,275  | 1,256  | 1,363  | 1,257  |
| 2006                   | 26,589                 | 0.65%                  | 2,383  | 1,922  | 2,359  | 2,472  | 2,459  | 2,052  | 1,955  | 1,655  | 1,879  | 2,442  | 2,540  | 2,472  |
| 2007                   | 32,143                 | 0.77%                  | 2,459  | 2,541  | 3,061  | 3,194  | 2,858  | 2,395  | 1,928  | 2,446  | 2,641  | 3,056  | 2,705  | 2,859  |
| 2008                   | 55,363                 | 1.34%                  | 4,273  | 3,852  | 4,782  | 5,225  | 5,340  | 5,140  | 4,008  | 3,264  | 3,111  | 4,756  | 4,994  | 6,616  |
| 2009                   | 73,886                 | 1.87%                  | 5,951  | 5,852  | 7,099  | 7,458  | 6,262  | 5,599  | 4,955  | 5,464  | 4,651  | 6,814  | 6,875  | 6,906  |
| 2010                   | 94,652                 | 2.29%                  | 6,854  | 5,432  | 8,589  | 9,764  | 8,698  | 8,049  | 6,724  | 6,686  | 7,106  | 7,944  | 9,748  | 9,059  |
| 2011                   | 120,177                | 2.93%                  | 8,550  | 10,452 | 10,545 | 12,422 | 11,772 | 10,985 | 7,489  | 7,476  | 6,869  | 10,525 | 12,439 | 10,656 |
| 2012                   | 140,822                | 3.48%                  | 13,632 | 11,052 | 14,026 | 12,709 | 12,541 | 11,972 | 8,822  | 8,469  | 8,790  | 12,636 | 11,649 | 14,524 |
| 2013                   | 167,665                | 4.13%                  | 14,633 | 13,907 | 15,643 | 17,294 | 16,264 | 13,766 | 11,146 | 9,593  | 11,709 | 13,720 | 15,888 | 14,100 |
| 2014                   | 181,791                | 4.44%                  | 17,989 | 14,001 | 17,779 | 18,747 | 15,532 | 15,691 | 12,096 | 10,187 | 11,473 | 14,552 | 18,997 | 14,696 |
| 2015                   | 190,927                | 4.67%                  | 15,258 | 14,964 | 15,361 | 17,835 | 17,060 | 13,398 | 13,632 | 13,040 | 13,859 | 16,391 | 19,693 | 20,067 |
| 2016                   | 226,551                | 5.55%                  | 18,511 | 20,214 | 21,752 | 20,555 | 18,824 | 16,364 | 17,589 | 13,565 | 16,435 | 20,376 | 19,334 | 23,032 |
| 2017                   | 254,254                | 6.33%                  | 20,270 | 21,692 | 25,599 | 25,403 | 22,317 | 19,429 | 15,711 | 13,094 | 17,291 | 24,789 | 23,320 | 22,776 |
| 2018                   | 274,952                | 6.58%                  | 26,834 | 23,936 | 27,275 | 26,757 | 23,405 | 24,411 | 15,897 | 19,507 | 17,991 | 21,154 | 22,493 | 24,825 |
| 2019                   | 25,165                 | 7.04%                  | 25,165 |        |        |        |        |        |        |        |        |        |        |        |
| Last entry, % of Total | Last entry, % of Total | Last entry, % of Total | 7.04%  | 7.81%  | 8.53%  | 8.85%  | 6.90%  | 6.57%  | 3.87%  | 4.75%  | 5.04%  | 6.50%  | 6.99%  | 7.36%  |

| Estados Unidos (2016) | Texas (2016)    |
| --------------------- | --------------- |
| Oklahoma (2015)       | Iowa (2015)     |
| California (2015)     | Illinois (2015) |
| Kansas (2015)         | Minnesota 2015  |

| Generación eólica eléctrica en los Estados Unidos | Generación eólica eléctrica en los Estados Unidos | Generación eólica eléctrica en los Estados Unidos | Generación eólica eléctrica en los Estados Unidos | Generación eólica eléctrica en los Estados Unidos | Generación eólica eléctrica en los Estados Unidos | Generación eólica eléctrica en los Estados Unidos | Generación eólica eléctrica en los Estados Unidos |
| Año                                               | Capacidad de verano (GW)                          | Generación eléctrica (TWh)                        | Factor de capacidad                               | Crecimiento anual de capacidad de generación      | Crecimiento anual de energía producida            | Porción de electricidad renovable                 | Porción de electricidad total                     |
| ------------------------------------------------- | ------------------------------------------------- | ------------------------------------------------- | ------------------------------------------------- | ------------------------------------------------- | ------------------------------------------------- | ------------------------------------------------- | ------------------------------------------------- |
| 2018                                              | 94.3                                              | 274.95                                            | 0.333                                             | 7.6%                                              | 8%                                                | 40%                                               | 6.80%                                             |
| 2017                                              | 87.54                                             | 254.26                                            | 0.331                                             | 7.8%                                              | 12%                                               | 37%                                               | 6.30%                                             |
| 2016                                              | 81.29                                             | 226.99                                            | 0.319                                             | 12.0%                                             | 19%                                               | 37.2%                                             | 5,57%                                             |
| 2015                                              | 72.58                                             | 190.72                                            | 0.300                                             | 12.0%                                             | 5,00%                                             | 35.04%                                            | 4.68%                                             |
| 2014                                              | 64.85                                             | 181.79                                            | 0.320                                             | 8.13%                                             | 8.31%                                             | 33.68%                                            | 4.44%                                             |
| 2013                                              | 59.97                                             | 161.84                                            | 0.319                                             | 1,51%                                             | 19.19%                                            | 32.15%                                            | 4.13%                                             |
| 2012                                              | 59.08                                             | 140.82                                            | 0.272                                             | 29.33%                                            | 17.17%                                            | 28.47%                                            | 3,48%                                             |
| 2011                                              | 45.68                                             | 120.18                                            | 0.300                                             | 16.71%                                            | 26.97%                                            | 23.41%                                            | 2,93%                                             |
| 2010                                              | 39.14                                             | 94.65                                             | 0.276                                             | 14.11%                                            | 28,10%                                            | 22.15%                                            | 2,29%                                             |
| 2009                                              | 34.30                                             | 73.89                                             | 0.246                                             | 39.15%                                            | 33.47%                                            | 17.69%                                            | 1.87%                                             |
| 2008                                              | 24.65                                             | 55.36                                             | 0.256                                             | 49.21%                                            | 60.70%                                            | 14.53%                                            | 1.34%                                             |
| 2007                                              | 16.52                                             | 34.45                                             | 0.238                                             | 45.81%                                            | 29.56%                                            | 9.77%                                             | 0.83%                                             |
| 2006                                              | 11.33                                             | 26.59                                             | 0.268                                             | 30.08%                                            | 49,30%                                            | 6.89%                                             | 0.65%                                             |
| 2005                                              | 8.71                                              | 17.81                                             | 0.233                                             | 34.83%                                            | 25,95%                                            | 4,98%                                             | 0.44%                                             |
| 2004                                              | 6.46                                              | 14.14                                             | 0.250                                             | 7.67%                                             | 26.36%                                            | 4.02%                                             | 0.36%                                             |